# Sorel-Moussel

Sorel-Moussel este o comună în departamentul Eure-et-Loir, Franța. În 1 ianuarie 2022 avea o populație de 1.782 de locuitori.